# Futbol'nyj Klub Avangard Kursk
Il Futbol'nyj Klub Avangard Kursk (in russo Футбольный Клуб Авангард Курск?) è una società di calcio con sede a Kursk, in Russia. Milita nella PFN Ligi, la seconda divisione del campionato russo di calcio.

## Storia
La società nacque nel 1946 con il nome di Spartak Kursk. Dal 1958 al 1965 e dal 1967 al 1972 la squadra portò il nome di Trudovye Rezervy, con l'unica parentesi del 1966, anno in cui assunse la denominazione di Trud. Nel 1973 la società assunse il nome attuale. I migliori risultati in epoca sovietica furono rappresentati dalla partecipazione a cinque campionati di seconda serie tra il 1958 e il 1962.
Dopo la fine dell'Unione Sovietica l'Avangard fu ammessa nella terza serie, ma nel 1994 fu retrocessa in Tret'ja Liga a causa della riforma dei campionati che restrinse il numero delle squadre di terza serie. Nel 1995 ottenne la promozione, tornando così in terza serie. Nel 2004, grazie al secondo posto nel proprio girone di Vtoroj divizion, l'Avangard conquistò la promozione in Pervyj divizion, campionato in cui militò per tre anni di fila. Nel 2007 la squadra finì nuovamente in Vtoroj divizion, ma l'anno seguente ottenne una nuova promozione. Giunta ultima nella Pervyj divizion 2010, gioca successivamente nel girone "Centro" della Vtoroj divizion.
Nel 2016-2017 vinse tale girone, tornando in seconda serie; nel 2019 vinse la Kubok FNL, torneo amichevole riservato alle squadre di seconda serie. Mantenne la seconda serie fino al 2020 quando, pur giunta tredicesima, rinunciò alla categoria per scendere in terza serie.

## Palmarès

### Competizioni nazionali
- Pervenstvo Professional'noj Futbol'noj Ligi: 1

2009 (Girone Centro)
- Tret'ja Liga: 1

1995 (Girone 2)
- Kubok FNL: 1

2018

### Altri piazzamenti
- Coppa di Russia:

Finalista: 2017-2018

## Organico

### Rosa 2019-2020
Rosa e numerazione aggiornate al 1º gennaio 2020.
| N. |                   | Ruolo | Calciatore         |
| -- | ----------------- | ----- | ------------------ |
| 1  | Russia (bandiera) | P     | Aleksandr Sautin   |
| 3  | Russia (bandiera) | C     | Alan Kasaev        |
| 6  | Russia (bandiera) | C     | Dmitrij Kajumov    |
| 7  | Russia (bandiera) | C     | Khachim Mashukov   |
| 8  | Russia (bandiera) | C     | Mikhail Zemskov    |
| 11 | Russia (bandiera) | C     | Aleksandr Makarov  |
| 13 | Russia (bandiera) | P     | Nikita Chagrov     |
| 14 | Russia (bandiera) | C     | Konstantin Kovalev |
| 17 | Russia (bandiera) | C     | Denis Sinjaev      |
| 18 | Russia (bandiera) | C     | Andrei Batyutin    |

| N. |                   | Ruolo | Calciatore       |
| -- | ----------------- | ----- | ---------------- |
| 20 | Russia (bandiera) | C     | Sergej Breev     |
| 22 | Russia (bandiera) | C     | Aleksandr Voynov |
| 30 | Russia (bandiera) | P     | Anton Antipov    |
| 40 | Russia (bandiera) | D     | Nikita Timoshin  |
| 46 | Russia (bandiera) | C     | Aleksey Sukharev |
| 66 | Russia (bandiera) | D     | Alan Lelyukayev  |
| 86 | Russia (bandiera) | C     | Grigorij Čirkin  |
| 87 | Russia (bandiera) | C     | Dmitri Korobov   |
| 97 | Russia (bandiera) | D     | Denis Nikitin    |
|    | Russia (bandiera) | C     | Artyom Mitasov   |

### Rosa 2017-2018
| N. |                   | Ruolo | Calciatore        |
| -- | ----------------- | ----- | ----------------- |
| 1  | Russia (bandiera) | P     | Aleksandr Sautin  |
| 3  | Russia (bandiera) | D     | Ilia Bobryshov    |
| 4  | Russia (bandiera) | D     | Aslan Dashaev     |
| 7  | Russia (bandiera) | C     | Ilya Kubyshkin    |
| 8  | Russia (bandiera) | C     | Nikita Imullin    |
| 9  | Russia (bandiera) | C     | Artyom Mitasov    |
| 10 | Russia (bandiera) | C     | Azamat Gurfov     |
| 12 | Russia (bandiera) | P     | Stanislav Kozyrev |
| 13 | Russia (bandiera) | P     | Nikita Chagrov    |
| 14 | Russia (bandiera) | A     | Chyzyr Appaev     |
| 15 | Russia (bandiera) | D     | Vladislav Shadrin |
| 17 | Russia (bandiera) | C     | Denis Sinjaev     |
| 18 | Russia (bandiera) | C     | Danila Kozlov     |
| 19 | Russia (bandiera) | C     | Aleksej Foroponov |
| 20 | Russia (bandiera) | A     | Ivan Podolyak     |
| 21 | Russia (bandiera) | C     | Denis Voynov      |

| N. |                   | Ruolo | Calciatore            |
| -- | ----------------- | ----- | --------------------- |
| 22 | Russia (bandiera) | C     | Aleksandr Voynov      |
| 25 | Russia (bandiera) | D     | Aleksej Koncedalov    |
| 44 | Russia (bandiera) | D     | Aleksandr Logunov     |
| 52 | Russia (bandiera) | C     | Ravil Netfullin       |
| 58 | Russia (bandiera) | A     | Ruslan Bolov          |
| 67 | Russia (bandiera) | A     | Artëm Fedčuk          |
| 70 | Russia (bandiera) | C     | Ilnur Alshin          |
| 71 | Russia (bandiera) | D     | Mikhail Bagaev        |
| 77 | Russia (bandiera) | A     | Roman Minaev          |
| 84 | Russia (bandiera) | C     | Marat Shogenov        |
| 87 | Russia (bandiera) | C     | Dmitri Korobov        |
| 88 | Russia (bandiera) | A     | Aleksandr Tarapovskiy |
| 93 | Russia (bandiera) | D     | Georgi Burnash        |
| 95 | Russia (bandiera) | C     | Ilya Petrov           |
| 97 | Russia (bandiera) | D     | Denis Nikitin         |

### Rosa 2012-2013
| N. |                    | Ruolo | Calciatore         |
| -- | ------------------ | ----- | ------------------ |
| 1  | Russia (bandiera)  | P     | Vjačeslav Chorkin  |
| 2  | Russia (bandiera)  | D     | Dmitrij Timačev    |
| 3  | Russia (bandiera)  | D     | Igor' Alekseev     |
| 4  | Russia (bandiera)  | C     | Aleksej Kalašnik   |
| 5  | Russia (bandiera)  | C     | Igor' Borozdin     |
| 6  | Russia (bandiera)  | C     | Sergej Michailov   |
| 7  | Russia (bandiera)  | C     | Jaroslav Puzanov   |
| 8  | Ucraina (bandiera) | C     | Sergej Ščeglov     |
| 9  | Russia (bandiera)  | A     | Evgenij Ponomarёv  |
| 10 | Russia (bandiera)  | C     | Artёm Mitasov      |
| 11 | Russia (bandiera)  | C     | Artёm Maleev       |
| 12 | Russia (bandiera)  | P     | Stanislav Plochich |
| 14 | Russia (bandiera)  | C     | Kirill Puškin      |

| N. |                   | Ruolo | Calciatore         |
| -- | ----------------- | ----- | ------------------ |
| 15 | Russia (bandiera) | A     | Ivan Podoljak      |
| 16 | Russia (bandiera) | P     | Vladimir Muchin    |
| 17 | Russia (bandiera) | C     | Denis Sinjaev      |
| 19 | Russia (bandiera) | A     | Aleksej Foroponov  |
| 20 | Russia (bandiera) | C     | Semёn Nastusenko   |
| 24 | Russia (bandiera) | D     | Pavel Kaduškin     |
| 25 | Russia (bandiera) | C     | Aleksandr Vojnov   |
| 46 | Russia (bandiera) | D     | Evgenij Starikov   |
| 55 | Russia (bandiera) | C     | Oleg Kalugin       |
| 63 | Russia (bandiera) | D     | Evgenij Malkov     |
| 77 | Russia (bandiera) | A     | Dmitrij Burmistrov |
| 88 | Russia (bandiera) | A     | Pavel Esikov       |
|    | Russia (bandiera) | D     | Sergej Šolochov    |